# 宮原颯希
宮原 颯希（みやはら さつき、1998年10月28日 - ）は、日本の女性声優。新潟県上越市出身。81プロデュース所属。

## 略歴
小学2年生くらいの時、『るろうに剣心』の緋村剣心役を演じていた涼風真世の演技をテレビ番組で視聴し、本人の上品な雰囲気からセリフを演じる際の変化に感動し、声優という職業に憧れを持つ。小学校の卒業アルバムにも「将来の夢は声優」と書いていた。
一方で幼い頃から両親が医療系の仕事をする姿にも憧れも抱き、中学高校時代になると「声優として食べていけるのは限られた人だけだ」という現実が見えてきたこともあり、声優への道は憧れのままに、両親に教えてもらった診療放射線技師など病院で働く仕事を考えるようになったという。
そうした中、演技への憧れはあり高校演劇部に入部したところ、他校の名コーチと言われる人物から褒められる機会があり、声優のオーディションを受けてみて、高校3年の夏までに受からなければ諦めようと考えるようになった。その決断にも不安はあり悩んだが、声優を断念して安定した仕事に進んだとして、10年後や20年後に後悔する姿が想像でき「そんな夢物語を語るような自分ってやだな、恥ずかしいな」と思い、声優を目指してダメだったら年齢関係なく受けられる医療職を目指そうと割り切った。
そして高校3年生の2016年8月1日、第10回81オーディションを受けて特別賞を受賞。ボイスドラマのCDのモブ役から声優の仕事を始める。
2019年からCUE!の赤川千紗役になり、同時期から同作出演者の一部で構成される声優ユニット「DIALOGUE+」にメンバーとして参加、「A&G NEXT ICON 超!CUE!&A」の水曜パーソナリティで初ソロラジオを務めた。
2023年には東京地下鉄（東京メトロ）グループの広告代理店であるメトロアドエージェンシーが車内広告やSNSで展開するキャラクター「ジャムム」の新キャラクターとして、「えちごひめジャムム」の「サツキ」役に起用され、同年5月に新潟県後援のもと同キャラクターの新曲「ごきげんジャムム」のお披露目イベントを行った。この起用はラジオでジャムムを紹介したことが関係者の目に留まったもので、「サツキ」の名前や新潟県産イチゴ品種「越後姫」がモチーフとして採用されたのは宮原本人を由来としている。
2025年1月11日、学業優先のため同年4月より声優ユニット「DIALOGUE+」での活動制限を発表。ライブは原則として宮原を除く7名体制での開催となる。

## 人物
3人きょうだいの末っ子で、幼少期は保育園の連絡帳に親が「世界が自分を中心に回っていると思い込んでいる」と書いているくらい「自己中」（自己中心的）な子供だったという。
小学校では合唱部に所属し、中学校ではパーカッションとサックスを担当するなど音楽や楽器演奏の経験がある。部活以外でも、姉と母の影響を受けてピアノを弾いたり、父親が好きなギターを自身も弾いたことがある。自分の声を録音してビートを作ることができるアプリで、DIALOGUE+のYouTube動画のBGMを一部作成したこともある。
前述の通り、高校で演劇部に所属していた演劇経験者である。中学生の時にクラスで作るミュージカルの総監督に推薦され、脚本に参加したり音楽もオリジナルで作るなど一連の制作を統括した。脚本への参加は、小学生の頃に家にたくさん本があり、図書館にも通って様々な本を読んでいたことが生かされた。これらの経験が自信となって、高校の演劇部所属へ繋がったのかもしれないと後に振り返っている。
地元である上越市の好きなスポットとして上越市立水族博物館（うみがたり）を挙げており、「帰省した際には、イルカホールのショーに勇気と元気をもらっている」という。同館のPR動画で知られるケロポンズが前述の「ごきげんジャムム」の作詞作曲を手がけている。

## 出演
太字はメインキャラクター。

### テレビアニメ
2018年
- アイカツフレンズ!（2018年 - 2019年、アイドル、山原しいな、通行人、ファン） - 2シリーズ
- ゆらぎ荘の幽奈さん（式神）
- 風が強く吹いている（女性客B）
- INGRESS THE ANIMATION（CA）

2019年
- KING OF PRISM -Shiny Seven Stars-（女優）
- MIX（水着女子A）

2020年
- マギアレコード 魔法少女まどか☆マギカ外伝（クラスメイト）
- 22/7（店員）
- プランダラ（生徒）
- かぐや様は告らせたい?〜天才たちの恋愛頭脳戦〜（ミコの同級生）

2021年
- ゆるキャン△ SEASON2（受付の女性）
- アイ★チュウ（女性客A）
- カノジョも彼女（女生徒）
- MUTEKING THE Dancing HERO（アシスタント、女子）

2022年
- CUE!（赤川千紗）
- アイドリッシュセブン Third BEAT!（AD、女性観客）

2024年
- 魔都精兵のスレイブ（少女）

### OVA
- ヲタクに恋は難しい（2019年、観客）

### Webアニメ
- 珈琲いかがでしょう（2018年、礼[16]）
- 爆丸アーマードアライアンス（2020年、リック）

### ゲーム
2018年
- ウイニングハンド（大慌ての白うさぎ）

2019年
- イドラ ファンタシースターサーガ（トトノット）
- プリンセスコネクト！Re:Dive（女性）
- CUE!（赤川千紗）

2020年
- ファイナルファンタジーVII リメイク
- 野生少女（ミスティ）

2021年
- 結城友奈は勇者である 花結いのきらめき（2021年 - 2022年、花本美佳）
- 異世界に飛ばされたらパパになったんだが 〜精霊騎士団物語〜（アルセリア）

2023年
- 超次元ゲイム ネプテューヌ GameMaker R:Evolution（ジャーガ）

### ラジオ
※はインターネット配信。
- CUE!&A（2019年、文化放送・超!A&G+※、A&G TRIBAL RADIO エジソン内）「Bird」メンバーとして
- A&G NEXT ICON 超!CUE!&A（2019年 - 2022年、超!A&G+※）水曜パーソナリティ[24]
- 宮原颯希 木野日菜「うそ！ほんと？かわいい！？」(2022年 - 2023年、音泉※）[25]

### テレビ番組
※はインターネット配信。
- ルームシェアしちゃいました！〜今夜もぱじゃまぱーてぃ〜（2019年 - 2020年、あにてれ※） - 3シリーズ[26][27]
- 稗田・宮原の予算無いけど贅沢してみたい件!!!（2019年、ニコニコ生放送※）
- 稗田・宮原の引き続き予算無いけど贅沢したい件!!!（2020年、ニコニコ生放送、YouTube※）
- 稗田・宮原の自由奔放やりたい放題（2021年 - 2023年、ニコニコ生放送、YouTube※）

### オーディオブック
- 友人キャラは大変ですか? 1〜2巻（2019年 - 2022年、蒼ヶ崎怜、火乃森杏花[28][29]）
- 女子モテな妹と受難な俺（2020年、三剣凛世[30]）
- アークエネミー・スクールライフ 全3巻（2020年 - 2021年、朗読[31]）
- とある飛空士への夜想曲 上下巻（2021年、吉岡ユキ、水守美空）
- 先日助けていただいたNPCです ～年上な奴隷エルフの恩返し～（2021年、木瀬羽子、ビターキャット ほか[32]）

### デジタルコミック
- 12歳。シリーズ（2019年、蒼井結衣[33][34]）
- ヒーローくんに恋してるっ！（2020年、女子生徒[35]）

### ミュージックビデオ
- リタロウ・サツキ「ごきげんジャムム」（2023年）[4][36]

## ディスコグラフィ

### キャラクターソング
| 発売日   | 商品名                                      | 歌                   | 楽曲 | 備考                                   |
| 2019年   | 2019年                                      | 2019年               | 2019年 | 2019年                                 |
| -------- | ------------------------------------------- | -------------------- | --- | -------------------------------------- |
| 11月27日 | Forever Friends                             | AiRBLUE              | 「Forever Friends」                                                                                            | ゲーム『CUE!』オープニングテーマ       |
| 11月27日 | Forever Friends                             | AiRBLUE              | 「さよならレディーメイド」                                                                                     | ゲーム『CUE!』関連曲                   |
| 11月27日 | Forever Friends                             | Bird                 | 「Forever Friends」                                                                                            | ゲーム『CUE!』関連曲                   |
| 2020年   |                                             |                      | |                                        |
| 1月22日  | にこにこワクワク 最高潮！                   | Bird                 | 「にこにこワクワク 最高潮！」 「ドリ☆アピ」 「our song」                                                       | ゲーム『CUE!』関連曲                   |
| 3月25日  | beautiful tomorrow                          | AiRBLUE              | 「beautiful tomorrow」 「私たちはまだその春を知らない」                                                        | ゲーム『CUE!』関連曲                   |
| 3月25日  | beautiful tomorrow                          | Bird                 | 「beautiful tomorrow」                                                                                         | ゲーム『CUE!』関連曲                   |
| 8月26日  | Colorful/カレイドスコープ                   | AiRBLUE              | 「Colorful」 「カレイドスコープ」                                                                              | ゲーム『CUE!』関連曲                   |
| 8月26日  | Colorful/カレイドスコープ                   | Bird                 | 「Colorful」                                                                                                   | ゲーム『CUE!』関連曲                   |
| 9月16日  | Override!                                   | Bird                 | 「Override!」 「ハミングバード」 「CUTE♡CUTE♡CUTE♡」                                                           | ゲーム『CUE!』関連曲                   |
| 2021年   |                                             |                      | |                                        |
| 1月6日   | 最高の魔法                                  | AiRBLUE              | 「最高の魔法」 「白い沿線」                                                                                    | ゲーム『CUE!』関連曲                   |
| 1月6日   | 最高の魔法                                  | Bird                 | 「最高の魔法」                                                                                                 | ゲーム『CUE!』関連曲                   |
| 4月21日  | Talk about everything                       | AiRBLUE              | 「CUTE♡CUTE♡CUTE♡」 「ミライキャンバス」 「our song」 「Radio is a Friend!」 「マイサスティナー」 「雫の結晶」 | ゲーム『CUE!』関連曲                   |
| 2022年   |                                             |                      | |                                        |
| 1月26日  | スタートライン/はじまりの鐘の音が鳴り響く空 | AiRBLUE              | 「スタートライン」                                                                                             | テレビアニメ『CUE!』オープニングテーマ |
| 1月26日  | スタートライン/はじまりの鐘の音が鳴り響く空 | AiRBLUE              | 「はじまりの鐘の音が鳴り響く空」                                                                               | テレビアニメ『CUE!』エンディングテーマ |
| 1月26日  | スタートライン/はじまりの鐘の音が鳴り響く空 | AiRBLUE              | 「空合ぼくらは追った」                                                                                         | 『CUE!』関連曲                         |
| 1月26日  | スタートライン/はじまりの鐘の音が鳴り響く空 | Bird                 | 「スタートライン」 「はじまりの鐘の音が鳴り響く空」                                                            | 『CUE!』関連曲                         |
| 3月16日  | CUE! BD第1巻 きゃにめ特典CD                 | 赤川千紗（宮原颯希） | 「Forever Friends」                                                                                            | 『CUE!』関連曲                         |
| 4月20日  | CUE! BD第2巻特典CD                          | 赤川千紗（宮原颯希） | 「beautiful tomorrow」 「Colorful」 「最高の魔法」 「ミライキャンバス」                                        | 『CUE!』関連曲                         |
| 4月20日  | CUE! BD第2巻 きゃにめ特典CD                 | 赤川千紗（宮原颯希） | 「さよならレディーメイド」                                                                                     | 『CUE!』関連曲                         |
| 6月15日  | CUE! BD第4巻 きゃにめ特典CD                 | 赤川千紗（宮原颯希） | 「スタートライン」 「はじまりの鐘の音が鳴り響く空」                                                            | 『CUE!』関連曲                         |

### その他参加作品
| 発売日        | 商品名 | 歌                                                          | 楽曲                 | 備考                                                        |
| ------------- | ------ | ----------------------------------------------------------- | -------------------- | ----------------------------------------------------------- |
| 2023年5月28日 |        | リタロウ（りんごジャムム）、 宮原颯希（えちごひめジャムム） | 「ごきげんジャムム」 | ジャムムちゃんねるにて公開 リタロウと宮原颯希によるコラボMV |

### ユニットメンバー
1. 1 2 3 4 5 6  六石陽菜（内山悠里菜）、鷹取舞花（稗田寧々）、鹿野志穂（守屋亨香）、月居ほのか（緒方佑奈）、天童悠希（鷹村彩花）、赤川千紗（宮原颯希）、恵庭あいり（飯塚麻結）、九条柚葉（村上まなつ）、夜峰美晴（安齋由香里）、神室絢（松田彩希）、宮路まほろ（山口愛）、日名倉莉子（鶴野有紗）、丸山利恵（立花日菜）、宇津木聡里（小峯愛未）、明神凛音（佐藤舞）、遠見鳴（土屋李央）
2. 1 2 3 4 5 6  天童悠希（鷹村彩花）、赤川千紗（宮原颯希）、恵庭あいり（飯塚麻結）、九条柚葉（村上まなつ）